# Catharsius nathani
Catharsius nathani är en skalbaggsart som beskrevs av Frey 1956. Catharsius nathani ingår i släktet Catharsius och familjen bladhorningar. Inga underarter finns listade.